# Hệ thống tia

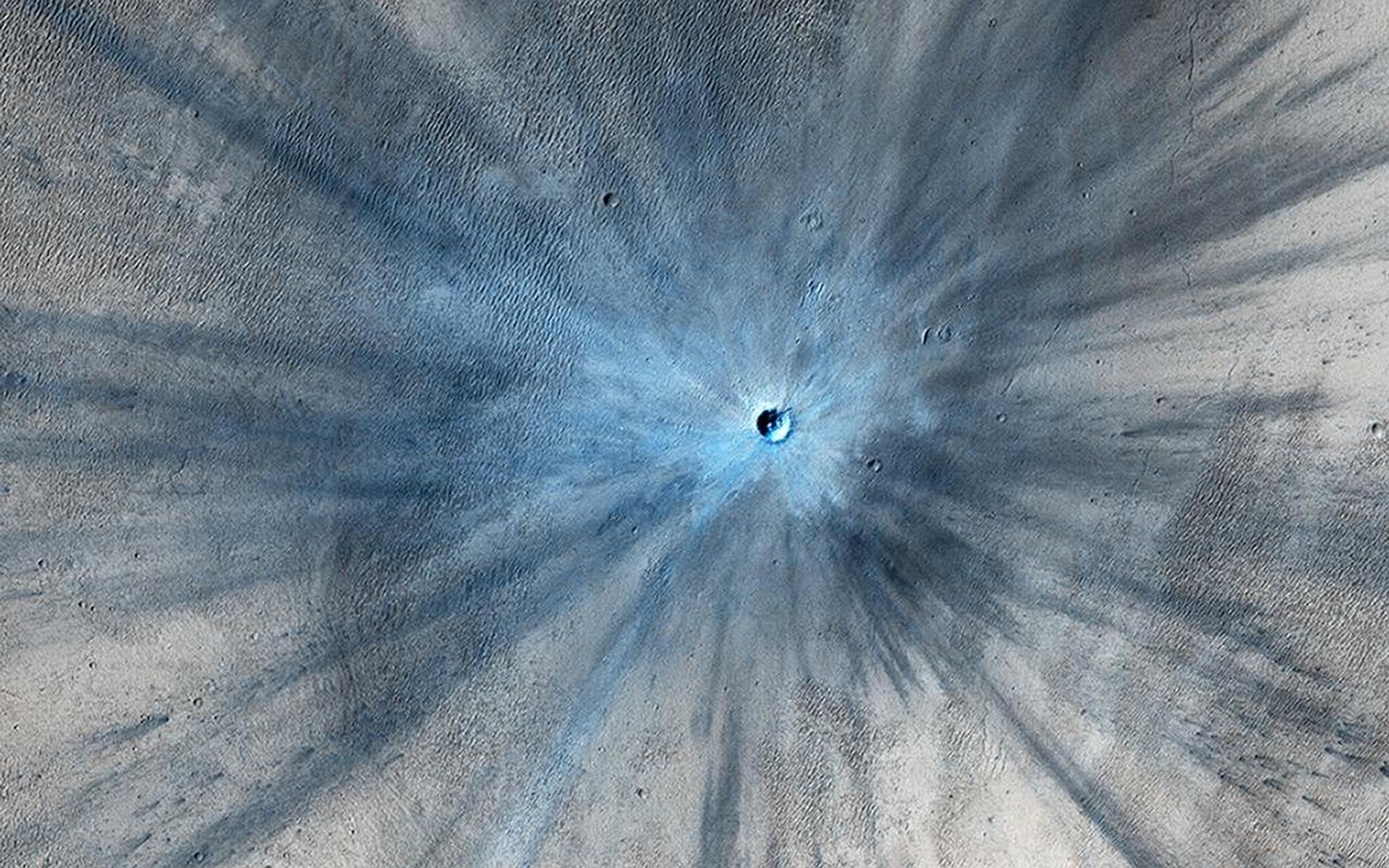
Hố va chạm mới trên Sao Hỏa cho thấy hệ thống tia dễ nhìn thấy của ejecta. Hố có đường kính 30 m này hình thành vào giữa tháng 7 năm 2010 và tháng 5 năm 2012 (19 tháng 11 năm 2013;).

Hệ thống tia (Tiếng Anh: ray system) bao gồm những tia hướng tâm được phóng ra từ vụ phun trào ejecta trong lúc hình thành hố va chạm, tựa nhìn giống như những tia sáng mỏng đến từ trục của bánh xe. Tia có thể dài hơn gấp mấy lần đường kính của hố gốc, và thường đi cùng với một hố thứ hai được hình thành bởi một tảng ejecta lớn. Các hệ thống tia đã được xác định trên Mặt Trăng, Trái Đất (Hố Kamil), Sao Thủy, và một vài vệ tinh tự nhiên khác. Ban đầu, hệ thống này được cho rằng là chỉ tồn tại trên hành tinh và vệ tinh tự nhiên không có khí quyển, nhưng gần đây chúng được xác định trên Sao Hỏa trong một tấm hình hồng ngoại được chụp bởi một camera có tên là Thermal Emission Imaging System (THEMIS) của tàu 2001 Mars Odyssey.

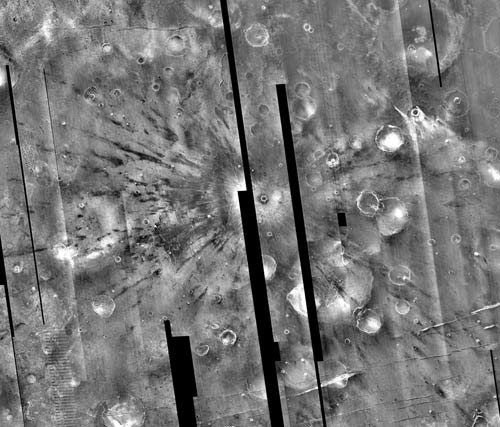
Hố Gratteri, một hố trên Sao Hỏa được chụp bởi THEMIS vào ban đêm. Tấm ảnh bao phủ một khu vực 32 km.

Tia xuất hiện nhìn thấy được, và trong một vài trường hợp là tia sóng hồng ngoại, khi mà ejecta có độ phản chiếu (v.d, suất phản chiếu) hoặc chỉ số nhiệt khác nhau của chất liệu từ bề mặt mà chúng có mặt. Điển hình là những tia nhìn thấy được có suất phản chiếu cao hơn những mặt phẳng xung quanh. Trong một vài trường hợp hiếm có, va chạm sẽ cho ra các vật liệu có suất phản chiếu thấp, ví dụ như dung nham-bazan trên biển Mặt Trăng. Tia nhiệt, được nhìn thấy trên Sao Hỏa, đặc biệt trong suốt về ban đêm khi độ dóc và bóng tối không ảnh hưởng đến năng lượng hồng ngoại được thải ra bởi bề mặt Sao Hỏa.
Những lớp tia trên bề mặt có thể được dùng như là một công cụ để tính số tuổi tương đối của một hố va chạm, bởi vì theo thời gian những quá trình này chôn vùi những tia này. Đối với những hành tinh không có tầng khí quyển như Mặt Trăng, hiện tượng phong hóa không gian, tia vũ trụ và thiên thạch gây sự giảm dần trong vi phân giữa suất phản chiếu của ejecta và suất phản chiếu của vật liệu bề mặt. Cụ thể, thiên thạch gia tăng sự tan chảy trong lớp đất mặt làm giảm suất phản chiếu. Những tia bức xạ này có thể bị che phủ bởi dòng chảy dung nham, hố va chạm khác hoặc ejecta khác.

## Hệ thống tia trên Mặt Trăng

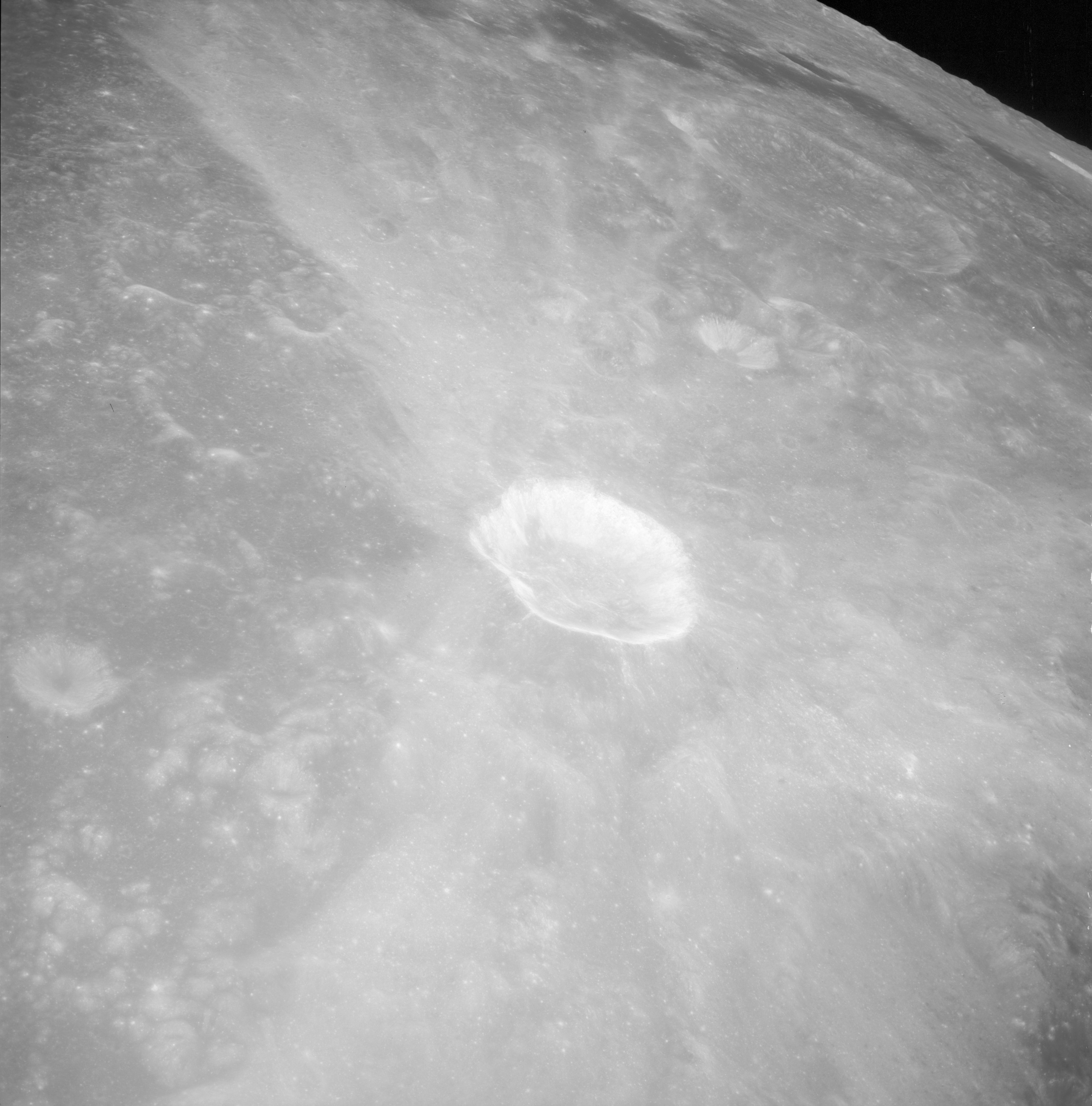
Hệ thống tia không đối xứng trên hố Proclus (hình từ Apollo 15)

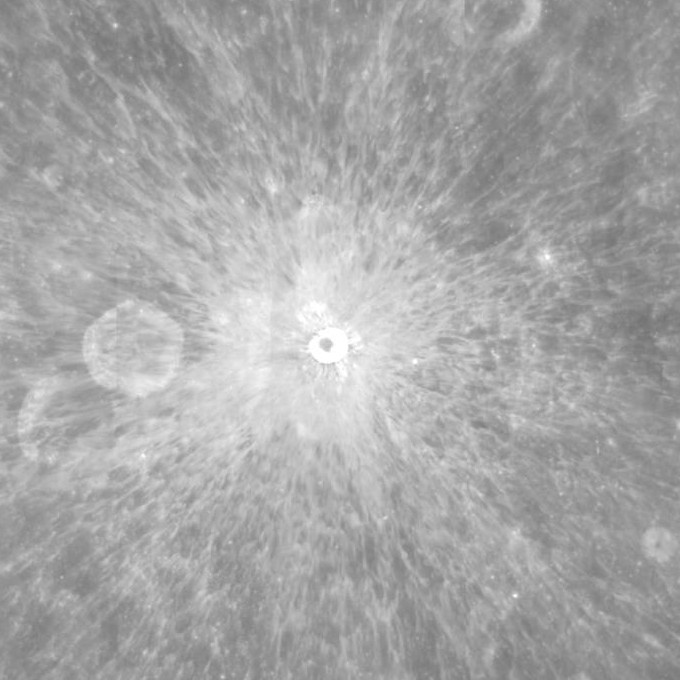
Hố Pierazzo (Hình mosaic từ nhiệm vụ Clementine)

Tính chất vật lí của các tia bức xạ trên Mặt Trăng đã là một chủ đề giả thuyết từ rất lâu trong lịch sử. Những giả thuyết ban đầu cho rằng chúng có mặt từ muối trong sự bay hơi của nước. Sau đó, chúng được cho rằng là bụi núi lửa hoặc tia bụi. Sau khi giả thuyết va chạm của hố được chấp nhận, Eugene Shoemaker cho rằng vào những năm 1960 những tia sáng này là kết quả của những mảnh vật liệu ejecta.
Các kết quả nghiên cứu gần đây cho thấy độ sáng tương đối của tia Mặt Trăng không phải luôn luôn là công cụ đáng tin cậy để tính độ tuổi của hệ thống tia. Thay vào đó suất phản chiếu cũng dựa vào thành phần sắt oxit (FeO). Thành phần FeO thấp sẽ làm vật liệu sáng hơn, vì vậy tia sẽ vẫn còn giữ lại được độ sáng của nó trong một khoảng thời gian dài. Do đó, vật liệu hỗn hợp sẽ được phân tích suất phản chiếu để xác định tuổi.
Một vài hố trên Mặt Trăng có hệ thống tia thường thấy là hố Aristarchus, hố Copernicus, hố Kepler, hố Proclus, hố Dionysius, hố Glushko, và hố Tycho. Một vài hố có hệ thống tia ít như là hố Censorinus, hố Stella, và hố Linné. Hệ thống tia tương tự cũng diễn ra trên nửa không nhìn thấy được của Mặt Trăng, như là những tia bức xạ đến từ hố Giordano Bruno, hố Necho, hố Ohm, hố Jackson, hố King, và hố Pierazzo.
Hố North Ray và hố South Ray, tuy cả hai đều có hệ thống tia rõ, đều được quan sát từ mặt đất bởi những phi hành gia của Apollo 16 vào năm 1972.